# Jánisz Antetokúnmpo
Jánisz Szína-Úgo Antetokúnmpo (görögül: Γιάννης Σίνα-Ούγκο Αντετοκούνμπο, angol átírással: Giannis Antetokounmpo, született: Athén, 1994. december 6. –) görög kosárlabdázó, a Milwaukee Bucks játékosa a National Basketball Association-ben (NBA). Görögországban született, nigériai szülők gyermekeként, kosárlabdázni a Filathlitikos csapatában kezdett. A 2013-as NBA-draft 15. helyén választotta a Bucks. Beceneve Greek Freak (magyarul: Görög Szörny).
A 2016–17-es szezonban mind az öt kategóriában (pont, gólpassz, steal, blokk, lepattanó) a Bucks legjobbja volt, az első játékos az NBA történetében, aki mind az öt kategóriában a legjobb húsz játékos között volt a ligában. 2017-ben elnyerte a Legtöbbet Fejlődött Játékos díjat. Nyolcszor szerepelt eddig az All Star-gálán, csapatkapitány volt 2019-ben, 2020-ban, 2023-ban és 2024-ben is a keleti főcsoportban.
2019-ben és 2020-ban is elnyerte az NBA Most Valuable Player díjat, Kareem Abdul-Jabbar és LeBron James után a harmadik játékos a liga történetében, aki kétszer az NBA legjobbja lett 26 éves kora előtt. 2020-ban elnyerte Az év védekező játékosa díjat is, harmadikként Michael Jordan (1988) és Hakeem Olajuwon (1994) után, akik egy évben elnyerték a két díjat. 2021-ben az ő vezetésével nyerte el a Bucks az első bajnoki címét 1971 óta és döntő MVP lett.

## Korai évek és karrier
Jánisz Szína-Úgo Antetokúnmpo 1994. december 6-án született Athénban, Görögországban, nigériai bevándorlók gyermekeként. Szülei három évvel korábban érkeztek az országba, Lagosból, első fiukat, Francist nagyszüleinél hagyva. Ugyan Antetokúnmpo és három testvére Görögországban született, nem voltak automatikusan görög állampolgárok. Életének első 18 évében nem utazhatott el az országból, hontalan személy volt, se nigériai, se görög állampolgársággal nem rendelkezett. 2013. május 9-én lett görög állampolgár, két hónappal a 2013-as NBA-draft előtt.
Antetokúnmpo Athén Sepolia szomszédságában nőtt fel. Szülei nehezen találtak munkát, így Jannisz és testvérei az utcán árultak órákat, táskákat és napszemüvegeket. 2007-ben kezdett el kosárlabdázni. 2013-ban, mikor állampolgár lett, Αντετοκούνμπο (Antetokúnmpo) lett a neve. Tekintve, hogy nehéz volt kiejteni nevét, Greek Freak (magyarul: Görög Szörny) becenevén lett ismert. 2015-ben lett nigériai állampolgár.

## Profi karrier

### 2012–2013: Filathlitikos
2011-ben Antetokúnmpo elkezdett a Filathlitikos felnőtt csapatában játszani, a Greek B Basket League bajnokságban, a görög harmadosztályban.
2012 decemberében pár nappal 18. születésnapja után aláírt egy négy éves szerződést CAI Zaragozával, amely szerint bármely szezon után csatlakozhat az NBA-hez. Több más európai csapat is érdeklődött iránta (Barcelona, Efes).
A 2012–2013-as szezonban 46.4%-os mezőnygól százaléka volt, 22.5 perc alatt mérkőzésenként. 26 mérkőzés alatt 9.5 pontot, 5 lepattanót, 1.4 gólpasszt és 1 blokkot átlagolt. Ugyan nem lett All Star az évben, az edzők hagyták, hogy játsszon a rajongók miatt.

### 2013–napjainkig: Milwaukee Bucks

#### 2013–2016: Korai évek Milwaukeeban

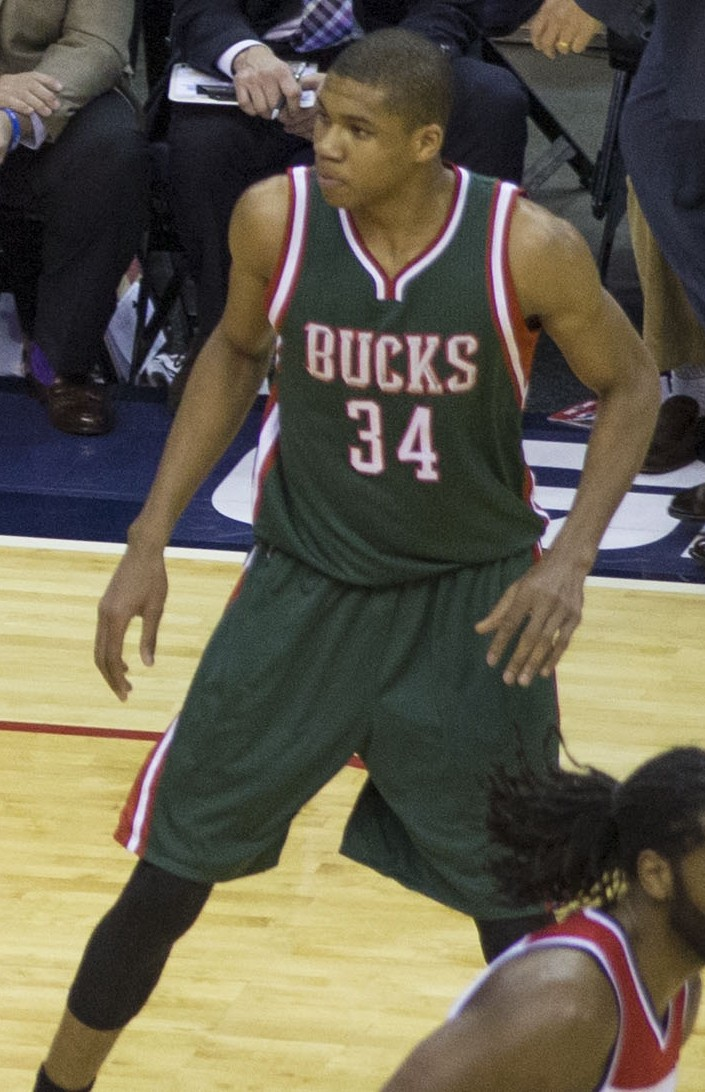
2014 novemberében

2013. április 28-án jelentette be, hogy szerepelni fog a 2013-as NBA-drafton. A Milwaukee Bucks a 15. helyen választotta. 2013. július 30-án írta alá szerződését a csapattal.
2013. október 13-án debütált az NBA-ben, 18 évesen és 311 naposan, minden idők egyik legfiatalabb játékosaként. 6.8 pontot, 4.4 lepattanót, 1.9 gólpasszt, 0.8 labdaszerzést és 0.8 blokkot átlagolt 77 meccsen első szezonjában. Huszonháromszor szerzett legalább 10 pontot és kétszer legalább 10 lepattanót, amelyek eredménye mindkétszer dupladupla volt. Összesen 61 blokkal fejezte be a szezont, amely a legjobb volt az újoncok között és a csapat történetében az újoncok között a hetedik legjobb az NBA történetében. A szezon végén beválasztották a 2013–2014-es második újonc csapatba.
Második szezonja a Bucks színeiben ő és a csapat is jobb lett. 2015. február 6-án karrierrekord 27 pontot és 15 lepattanót szerzett a Houston Rockets ellen. Három nappal később megválasztották a keleti főcsoport hét játékosának, először karrierjében. Március 9-én karrierrekord 29 pontot szerzett a New Orleans Pelicans ellen.
A 2015–2016-os szezonban Antetokúnmpo tovább fejlődött, közel 17 pontot átlagolva. November 19-én karrierrekord 33 pontot szerzett a Cleveland Cavaliers elleni vereség során. December 12-én 11 pontot, 12 lepattanót és 8 gólpasszt szerzett, amellyel a Bucks véget vetett a Golden State Warriors 24 meccses győzelmi sorozatának. Február 22-én érte el első tripladupláját, 27 ponttal, 12 lepattanóval és 10 gólpasszal a Los Angeles Lakers ellen. 21 évesen a legfiatalabb Bucks-játékos lett, aki ezt elérte.

#### 2016–2018: All Star évek

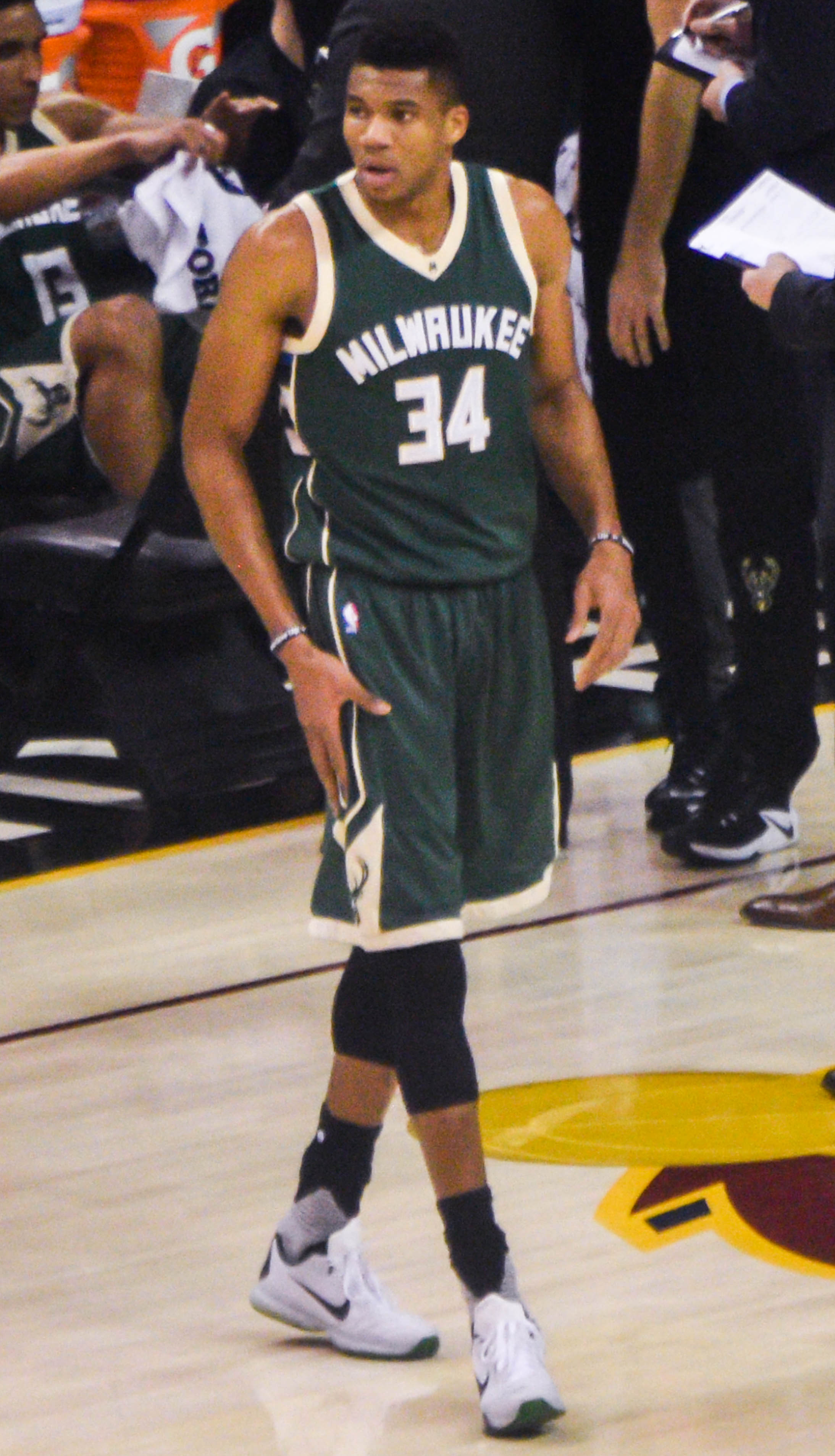
A Bucks színeiben, 2016-ban.

2016. szeptember 19-én Antetokúnmpo aláírt egy négy éves, 100 millió dolláros szerződést a Bucks csapatával. Negyedik szezonja lett a nagy áttörés karrierjében. December 23-án karrierrekord 39 pontot szerzett, 8 lepattanó és hat gólpassz mellett a Washington Wizards ellen. A Knicks ellen szerzett 25 pontjával sorozatban 14 meccsen szerzett legalább 20 pontot. Január 19-én választották meg először All Starnak. A csapatának történetében ő volt a legfiatalabb All Star és az első görög, akinek ez sikerült. 2017. április 3-án a keleti főcsoport hónap játékosa lett, 1971 óta ebben a hónapban nyert meg a Bucks először 14 mérkőzést. Az alapszakaszban az összes fő kategóriában Antetokúnmpo átlagolta a legtöbbet a Bucks játékosai közül, mindössze ötödikként az NBA történetében, Dave Cowens, Scottie Pippen, Kevin Garnett és LeBron James után. Az első NBA játékos lett, aki a ligában az összes fő kategóriában a legjobb 20 helyen szerepelt. Beválasztották az All-NBA második csapatba és megválasztották az Év legtöbbet fejlődött játékosának. Az első Bucks-játékos lett, aki megkapta a díjat.
2017. április 15-én rájátszásrekord 28 pontot szerzett a Toronto Raptors elleni első meccsen. A sorozat ötödik mérkőzésén Antetokúnmpo újabb karrierrekordot állított be, 30 ponttal. A Bucks 4–2-es arányban elvesztette a sorozatot.
A 2017–2018-as szezont nagyon produktívan kezdte, 175 pontot szerzett az első öt mérkőzésen, amelynek része volt egy karrierrekord 44 pontos mérkőzés a Portland Trail Blazers ellen. 2018. január 6-án 34 pontja, 12 lepattanója és hét gólpassza volt a Washington Wizards ellen. Kilenc nappal később 27 pontot és karrierrekord 20 lepattanót szerzett a Wizards ellen, amellyel a második legfiatalabb Buck lett, aki legalább 20 pontot és 20 lepattanót szerzett, Andrew Bogut után. Három nappal később ismét All Star lett, Marques Johnson (1979–1980) óta az első Bucks-játékosként, akit két egymást követő évben beválasztottak a gálára. Február 15-én szerezte szezonjának első tripladupláját, 36 ponttal, 11 lepattanóval és 13 gólpasszal a Denver Nuggets ellen. Ez a kilencedik tripladuplája volt, amellyel megelőzte Kareem Abdul-Jabbart a Bucks örökranglistáján a kategóriában.
A rájátszás első mérkőzésén a Boston Celtics ellen Antetokúnmpo 35 pontot, 13 lepattanót és 7 gólpasszt szerzett. Végül a Celtics hét mérkőzés után ejtette ki a Bucks csapatát, Antetokúnmpo 22 pontjának és kilenc lepattanójának ellenére.

#### 2018–2020: MVP-évek
A 2018–2019-es szezontól kezdve Antetokúnmpo és a Bucks folytonosan sikeres volt. Mike Budenholzer alatt a csapat hét győzelemmel kezdte az évadot és újév előtt 25 mérkőzést nyertek meg.

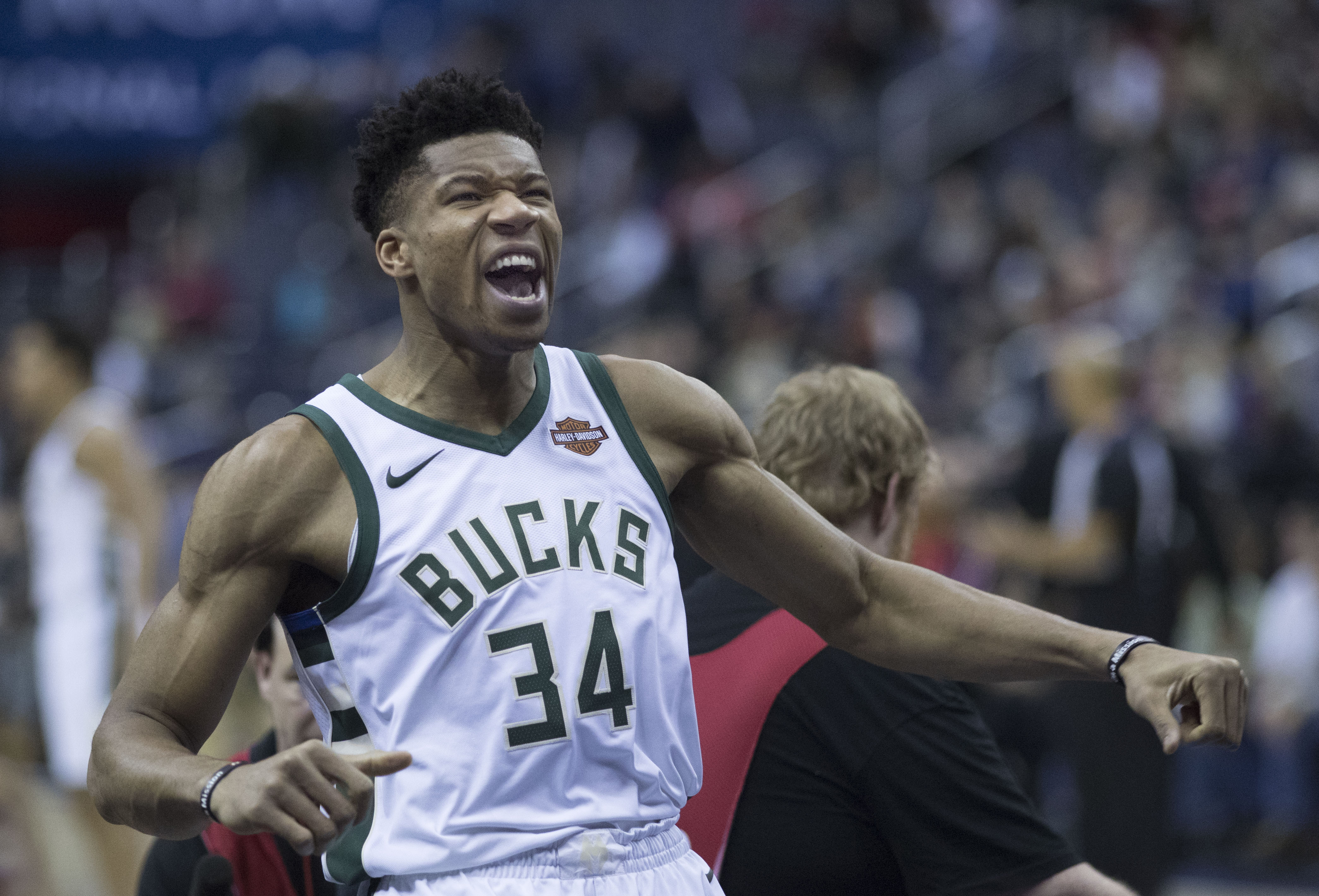
Antetokúnmpo 2018-ban, egy Washington Wizards elleni mérkőzés előtt

Antetokúnmpo fontos szerepet játszott a sikerben, októberben, novemberben és decemberben (majd később februárban) is a hónap játékosa lett a főcsoportban. Március 17-én karrierrekord 52 pontot szerzett, 16 lepattanó mellett a Philadelphia 76ers ellen. Április 4-én ugyanebben a párosításban 45 pontja és 13 lepattanója volt, amely győzelemmel a Bucks lett a főcsoport és később a liga legjobb csapata (60–22) lett. A Bucks 2001 óta először jutott a rájátszás második fordulójába, miután négy mérkőzés alatt legyőzték a Detroit Pistonst. A csapat eljutott a főcsoportdöntőig, ahol 4–2-re kikaptak a későbbi bajnok Toronto Raptorstól, annak ellenére, hogy megnyerték az első mérkőzést. A 2019-es NBA-díjátadón Antetokúnmpo elnyerte a Most Valuable Player díjat, Kareem Abdul-Jabbar után a második Bucks játékosként. Az előző negyven évet tekintve a harmadik legfiatalabb MVP lett, Derrick Rose és LeBron James után.
A 2019–2020-as szezont egy tripladuplával nyitotta, 30 pontot, 13 lepattanót és 11 gólpasszt szerezve a Houston Rockets ellen. November 25-én szezonrekord 50 pontja volt, 14 lepattanó mellett a Utah Jazz ellen. A Cleveland Cavaliers elleni győzelem után december 14-én a Bucks sorozatban 18 mérkőzést nyert meg, amely kettőre volt a csapatrekordtól. A sorozat két nappal később ért véget a Dallas Mavericks ellen, annak ellenére, hogy Antetokúnmpo 48 pontot és 14 lepattanót szerzett. December 19-én karrierrekord öt hárompontost szerzett a Los Angeles Lakers elleni győzelem alatt. 2020. január 23-án Antetokúnmpo All Star-kapitány lett, LeBron James mellett, sorozatban másodjára.
A szezon elhalasztását követően Antetokúnmpo azt nyilatkozta, hogy nem tudott hol edzeni a Covid19-pandémia miatt. Ő és a Bucks július 31-én kezdte újra a szezont, a Boston Celtics ellen, amely meccsen 36 pontja és 15 lepattanója volt. Sorozatban másodjára lett a csapat a legjobb az NBA-ben, ezúttal 56 megnyert mérkőzéssel. Antetokúnmpo a szezonban megdöntötte a rekordot legmagasabb PER-ért (31.9) egy évadban, megelőzve Wilt Chamberlaint. A rájátszás alatt a Bucks eljutott a második fordulóig, de kiestek a Jimmy Butler által vezetett Miami Heat ellen.
2020. szeptember 18-án Antetokúnmpo elnyerte sorozatban második Most Valuable Player díját, amellyel Hakeem Olajuwon és Michael Jordan után az első lett, akik egy szezonban az Év védekező játékosai és MVP-k is lettek. A 14. játékos lett, aki többször is elnyerte az MVP díjat, a második Bucks játékos, az első görög, a hatodik nemzetközi és a negyedik európai, aki elnyerte az év védekező játékosa díjat. 2020. december 15-én meghosszabbította szerződését a Bucks csapatával, a legnagyobb szerződésért az NBA történetében, 5 év alatt 228 millió dollárt keresett. A 2021-es All Star-gálán az első nem amerikai játékos lett, aki MVP lett. Mindössze a harmadik játékos lett az NBA történetében Michael Jordan és Kevin Garnett után, aki MVP, All Star MVP és az év védekező játékosa is lett.

#### 2020–2021-es szezon: első bajnoki cím, döntő MVP

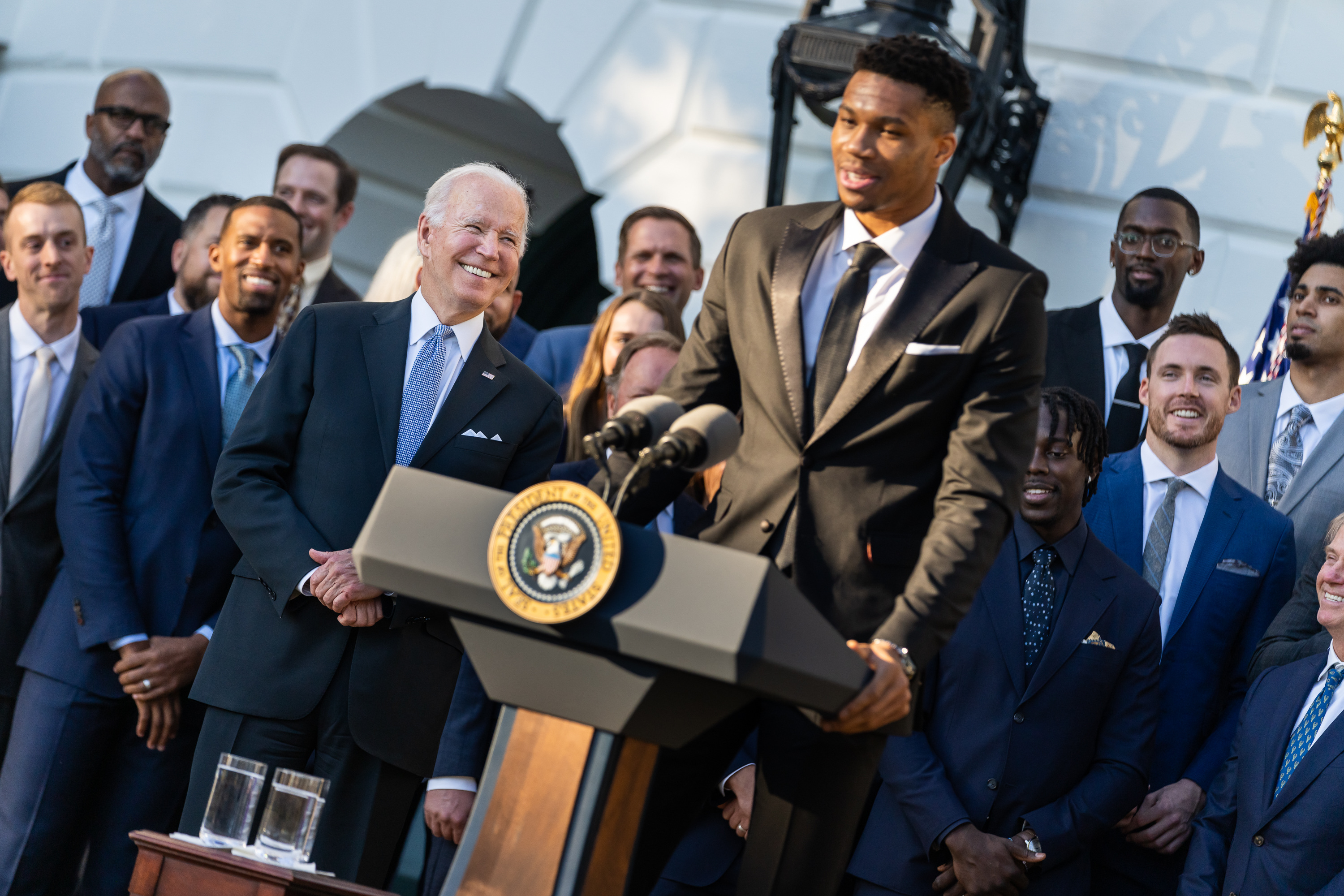
Antetokúnmpo (középen) beszédet mond a Fehér Házban a Bucks bajnoki címét követően. Mellette, balra Joe Biden amerikai elnök

A Bucks a 2020–2021-es szezont 46 megnyert mérkőzéssel zárták, amely a harmadik legjobb volt a keleti főcsoportban. A rájátszás első fordulójában a Miami Heat ellen játszottak, kiejtve a csapatot négy mérkőzés alatt. A negyedik mérkőzésen szerezte első tripladupláját a rájátszásban. Az főcsoport-elődöntőben hét mérkőzés alatt verték meg a Brooklyn Netset, ahol Antetokúnmpo 31.9 pontot, 12.9 lepattanót és 3.6 gólpasszt átlagolt. Június 29-én megsérült az Atlanta Hawks elleni negyedik mérkőzésen a főcsoportdöntőben, miután összeütközött Clint Capelaval. Nem tért vissza a mérkőzésen és kihagyta a sorozat hátralévő részét. A Bucks hat mérkőzés alatt ejtette ki a Hawkst. A csapat 47 év után először jutott a döntőbe.
Antetokúnmpo időben visszatért a Phoenix Suns elleni döntőre. A debütálásán a döntőben 20 pontja és 17 lepattanója volt. Ezt követően sorozatban két mérkőzésen is legalább 40 pontja és 10 lepattanója volt, amellyel Shaquille O’Neal mellett az egyetlen lett, aki ezt a statisztikai sikert elérte. Ezen túl Jordan, O’Neal és James után az egyetlen játékos lett, aki sorozatban két döntő mérkőzésen is legalább 40 pontot szerzett. Ugyan a Bucks elvesztette az első két mérkőzést, megnyerték a következő négyet, ezzel 1971 óta először bajnok lett a csapat. A hatodik mérkőzésen 50 pontot, 14 lepattanót szerzett és 5 blokkja volt, amely minden idők egyik legjobb teljesítménye a döntőben. A sorozat alatt 35.2 pontot, 13.2 lepattanót, 5 gólpasszt, 1.2 labdaszerzést és 1.8 blokkot átlagolt, amellyel kiérdemelte az NBA-döntő MVP díjat.

#### 2021–2022-es szezon: címvédési esélyek
2021. október 19-én, miután megkapta bajnoki gyűrűjét, 32 pontot, 14 lepattanót szerzett és 7 gólpasszt adott a Brooklyn Nets elleni szezonnyitón, amit csapata 127–104-re megnyert. 2022. január 13-án a Golden State Warriors ellen Antetokúnmpo vezetésével a Bucks 118–99-re tudott nyerni, a görög játékos 30 ponttal, 12 lepattanóval, 11 gólpasszal és 3 blokkal járult hozzá a győzelemhez, ami során mindkét csapatot nézve ő volt az összes kiemelt statisztikai kategória legjobbja, mindössze 30 perc játékidő alatt. Ő lett az első játékos, aki több 30 pontos tripladuplát is tudott szerezni kevesebb, mint 30 perc alatt és utolérte Michael Jordan 28 tripladupláját, amivel 18. lett a liga történetében. A Los Angeles Clippers elleni 137–113 arányú győzelem során 28 pontja, 10 lepattanója és 5 gólpassza lett és csapata az első lett az NBA történetében, aminek minden kezdő játékosa legalább 15 pontot, 5 lepattanót és 2 hárompontost tudott szerezni ugyanazon a mérkőzésen. 2022. február 8-án, mindössze két nappal később Antetokúnmpo 44 pontot szerzett, ami mellé fel tudott mutatni 14 lepattanót, 8 gólpasszt, 2 blokkot, mindezt úgy, hogy egyszer se vesztette el a labdát és dobóhatékonysága 85%-os (17/20) volt. Sorozatban huszadik mérkőzése volt, amin legalább 25 pontot tudott dobni. Február 15-én szezoncsúcs 50 pontja volt 81%-os hatékonysággal (17/21), 14 lepattanó mellett, az Indiana Pacers elleni 128–119 arányú győzelem során. Ez mindössze a 12. alkalom volt az NBA történetében, hogy egy játékos úgy szerzett 50 pontot, hogy dobóhatékonysága 80% felett volt. Március 29-én 40 pontot, 14 lepattanót és 6 gólpasszt szerzett, illetve győzelemnek számító blokkja volt Joel Embiid ellen, amivel csapata 118–116-ra nyert a Philadelphia 76ers ellen. A következő mérkőzésen Antetokúnmpo 44 ponttal, 14 lepattanóval és 6 gólpasszal emelkedett ki a pályán, miközben csapata 120–119-re legyőzte a Brooklyn Nets csapatát. Ezen a mérkőzésen megelőzte Kareem Abdul-Jabbart és a csapat történetének legsikeresebb pontszerzője lett. Antetokúnmpo a rekordot egy hárompontossal döntötte meg, aminek köszönhetően a mérkőzésen hosszabbítás lett. A hosszabbítás utolsó másodperceiben két büntetővel nyerte meg a Bucks-nak a meccset. A szezont karriercsúcs 29,9 pontot, 11,6 lepattanót és 5,8 gólpasszt átlagolva zárta, amivel az első játékos lett a liga történetében, aki legalább 25 pontot, 10 lepattanót és 5 gólpasszt tudott átlagolni négy szezonban.
Április 20-án, az első forduló második mérkőzésén Antetokúnmpo 33 pontot, 18 lepattanót és 9 gólpasszt szerzett, 2 blokk mellett, a Chicago Bulls elleni 114–110 arányú győzelem során. Ezen a mérkőzésen ismét megdöntötte Kareem Abdul-Jabbar egyik rekordját, ezúttal a legtöbb rájátszás-pontért a Bucks történetében. Május 1-én a főcsoport-elődöntő első mérkőzésén a Boston Celtics ellen megszerezte második tripladupláját a rájátszásban, 24 pontot, 13 lepattanót és 12 gólpasszt szerezve (101–89). Az első játékos lett a franchise történetében, aki több tripladuplát is tudott szerezni a rájátszásban. Május 13-án 44 pontja, 20 lepattanója és 6 gólpassza volt a hatodik mérkőzésen, amit a Bucks elvesztett. Ezzel Shaquille O’Neal és Wilt Chamberlain kivételével az egyetlen NBA-játékos lett, aki legalább 40 pontot, 20 lepattanót és 5 gólpasszt szerzett egy rájátszás-mérkőzésen. A Bucks végül kikapott a hetedik mérkőzésen és kiesett a rájátszásból, annak ellenére, hogy Antetokúnmpo 25 pontot, 20 lepattanót és 9 gólpasszt tudott szerezni. Az első játékos lett az NBA történetében, aki egy rájátszás-sorozatban 200 pontot, 100 lepattanót és 50 gólpasszt szerzett, 33,9 pontos, 14,7 lepattanós és 7,1 gólpasszos átlaggal a Celtics ellen. A rájátszásban összességében 31,7 pontot, 14,2 lepattanót és 6,8 gólpasszt átlagolt 12 mérkőzésen. Az első játékos az NBA történetében, akinek ez sikerült.
Május 21-én sorozatban negyedjére is beválasztották az NBA Első védekező csapatba, ami összességében az ötödik alkalom volt, hogy a liga legjobb tíz védője közé választották. Ezzel a Bucks történetében neki és a Hall of Fame-tag, illetve kétszeres Év védekező játékosa-díj-győztes Sidney Moncriefnek van a legtöbb ilyen elismerése. Május 24-én szintén sorozatban negyedjére és összességében hatodjára helyet kapott az All-NBA Első csapatban. Az első játékos lett a Bucks történetében, aki hatszor is helyet kapott egy All-NBA csapatban, megelőzve Kareem Abdul-Jabbart és Sidney Moncriefet.

## Statisztikák
A Basketball Reference adatai alapján.

### NBA

#### Alapszakasz
| Év         | Csapat          | JM  | KM  | JP/M | MG%  | 3P%  | BD%  | L/M  | GP/M | S/M | B/M | P/M  |
| ---------- | --------------- | --- | --- | ---- | ---- | ---- | ---- | ---- | ---- | --- | --- | ---- |
| 2013–2014  | Milwaukee Bucks | 77  | 23  | 24,6 | .414 | .347 | .683 | 4,4  | 1,9  | 0,8 | 0,8 | 6,8  |
| 2014–2015  | Milwaukee Bucks | 81  | 71  | 31,4 | .491 | .159 | .741 | 6,7  | 2,6  | 0,9 | 1,0 | 12,7 |
| 2015–2016  | Milwaukee Bucks | 80  | 79  | 35,3 | .506 | .257 | .724 | 7,7  | 4,3  | 1,2 | 1,4 | 16,9 |
| 2016–2017  | Milwaukee Bucks | 80  | 80  | 35,6 | .522 | .272 | .770 | 8,7  | 5,4  | 1,6 | 1,9 | 22,9 |
| 2017–2018  | Milwaukee Bucks | 75  | 75  | 36,7 | .529 | .307 | .760 | 10,0 | 4,8  | 1,5 | 1,4 | 26,9 |
| 2018–2019  | Milwaukee Bucks | 72  | 72  | 32,8 | .578 | .256 | .729 | 12,5 | 5,9  | 1,3 | 1,5 | 27,7 |
| 2019–2020  | Milwaukee Bucks | 63  | 63  | 30,4 | .553 | .304 | .633 | 13,6 | 5,6  | 1,0 | 1,0 | 29,5 |
| 2020–2021† | Milwaukee Bucks | 61  | 61  | 33,0 | .569 | .303 | .685 | 11,0 | 5,9  | 1,2 | 1,2 | 28,1 |
| 2021–2022  | Milwaukee Bucks | 67  | 67  | 32,9 | .553 | .293 | .722 | 11,6 | 5,8  | 1,1 | 1,4 | 29,9 |
| 2022–2023  | Milwaukee Bucks | 63  | 63  | 32,1 | .553 | .275 | .645 | 11,8 | 5,7  | 0,8 | 0,8 | 31,1 |
| 2023–2024  | Milwaukee Bucks | 73  | 73  | 34,2 | .611 | .274 | .657 | 11,5 | 6,5  | 1,2 | 1,1 | 30,4 |
| 2024–2025  | Milwaukee Bucks | 67  | 67  | 35,2 | .601 | .222 | .617 | 11,9 | 6,5  | 0,9 | 1,2 | 30,4 |
| Karrier    | Karrier         | 859 | 794 | 32,9 | .551 | .284 | .693 | 9,9  | 5,0  | 1,1 | 1,2 | 23,9 |
| All Star   | All Star        | 8   | 8   | 25,3 | .713 | .273 | .643 | 7,6  | 2,8  | 1,1 | 0,8 | 24,9 |

#### Rájátszás
| Év      | Csapat          | JM | KM | JP/M | MG%  | 3P%  | BD%  | L/M  | GP/M | S/M | B/M | P/M  |
| ------- | --------------- | -- | -- | ---- | ---- | ---- | ---- | ---- | ---- | --- | --- | ---- |
| 2015    | Milwaukee Bucks | 6  | 6  | 33,5 | .366 | .000 | .739 | 7,0  | 2,7  | 0,5 | 1,5 | 11,5 |
| 2017    | Milwaukee Bucks | 6  | 6  | 40,5 | .536 | .400 | .543 | 9,5  | 4,0  | 2,2 | 1,7 | 24,8 |
| 2018    | Milwaukee Bucks | 7  | 7  | 40,0 | .570 | .286 | .691 | 9,6  | 6,3  | 1,4 | 0,9 | 25,7 |
| 2019    | Milwaukee Bucks | 15 | 15 | 34,3 | .492 | .327 | .637 | 12,3 | 4,9  | 1,1 | 2,0 | 25,5 |
| 2020    | Milwaukee Bucks | 9  | 9  | 30,8 | .559 | .325 | .580 | 13,8 | 5,7  | 0,7 | 0,9 | 26,7 |
| 2021†   | Milwaukee Bucks | 21 | 21 | 38,1 | .569 | .186 | .587 | 12,8 | 5,1  | 1,0 | 1,2 | 30,2 |
| 2022    | Milwaukee Bucks | 12 | 12 | 37,3 | .491 | .220 | .679 | 14,2 | 6,8  | 0,7 | 1,3 | 31,7 |
| 2023    | Milwaukee Bucks | 3  | 3  | 30,5 | .528 | .000 | .452 | 11,0 | 5,3  | 0,3 | 0,7 | 23,3 |
| 2025    | Milwaukee Bucks | 5  | 5  | 37,6 | .606 | .200 | .698 | 15,4 | 6,6  | 1,0 | 1,0 | 33,0 |
| Karrier | Karrier         | 84 | 84 | 36,2 | .532 | .259 | .625 | 12,2 | 5,3  | 1,0 | 1,3 | 27,0 |

## Díjak
- NBA-bajnok: 2021
- NBA-döntő MVP: 2021

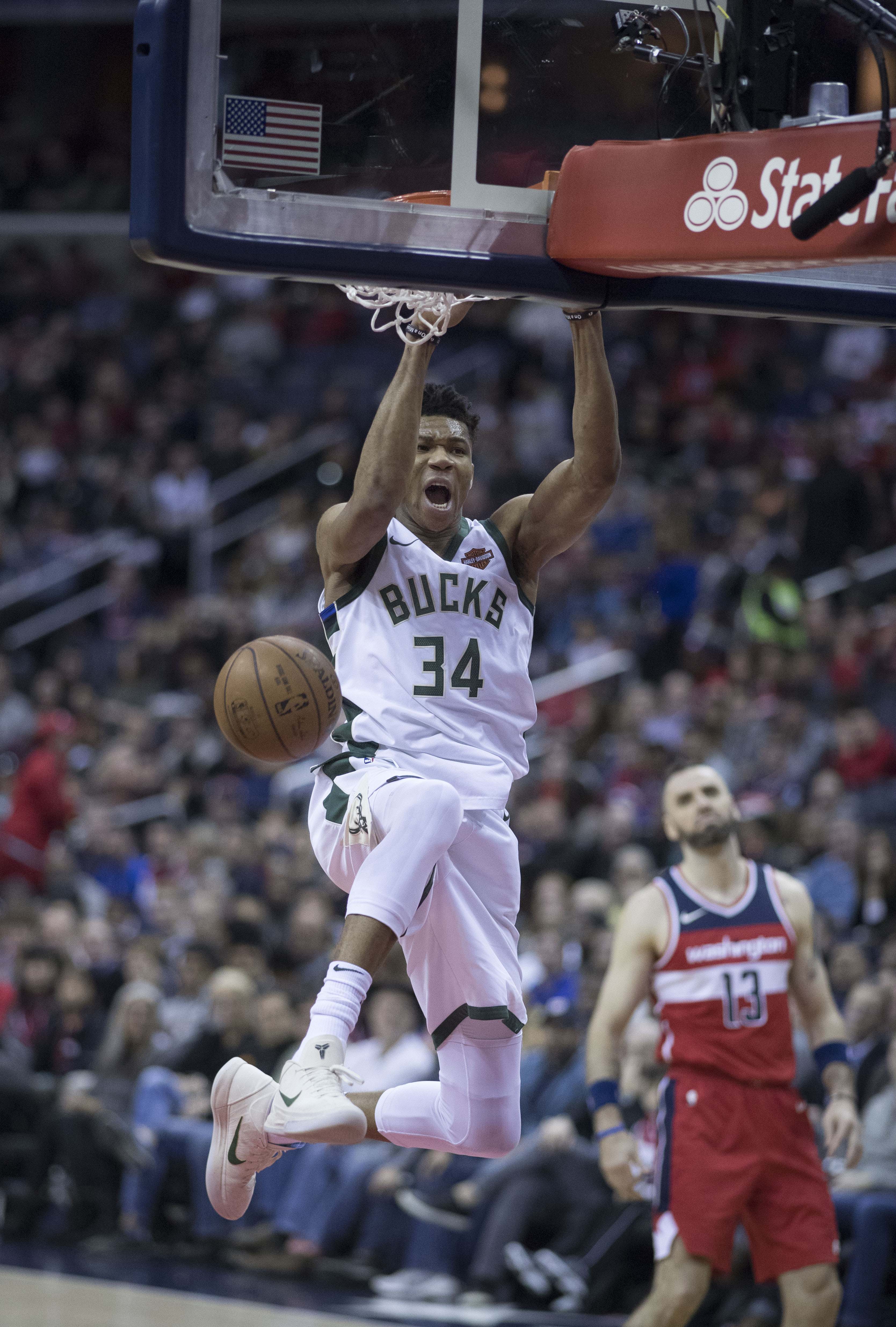
Antetokúnmpo a Washington Wizards ellen, 2018-ban

- 2× NBA Most Valuable Player: 2019, 2020
- NBA Az év védekező játékosa: 2020
- 9× NBA All-Star: 2017, 2018, 2019, 2020, 2021, 2022, 2023, 2024, 2025
- NBA All-Star-gála MVP: 2021
- NBA Legtöbbet fejlődött játékos: 2017
- 8× All-NBA:
  - 6× All-NBA Első csapat: 2019–2024
  - 2× All-NBA Második csapat: 2017, 2018
- 5× All-Defensive:
  - 2× NBA All-Defensive Első csapat: 2019-2022
  - NBA All-Defensive Második csapat: 2017
- NBA Második újonc csapat: 2014
- Euroscar Az év európai játékosa: 2018
- Az NBA 75. évfordulójának csapata

## Rekordok
- 2019-2020-as szezon: minden idők legmagasabb játékos hatékonysági értékelése (PER) egy szezonban (31.9)[104]

## Magánélete
2013-ban lett görög állampolgár.

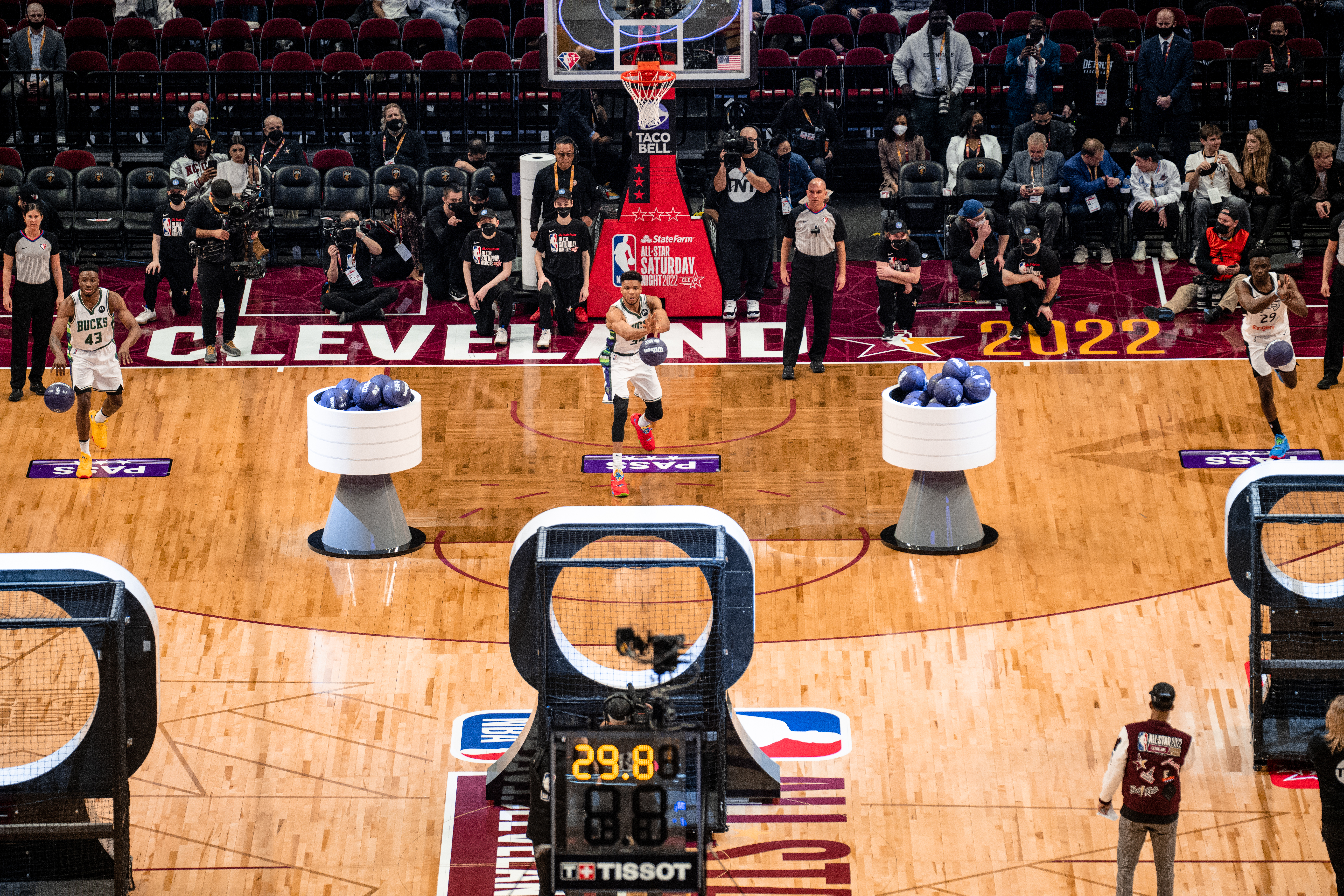
Testvéreivel a 2022-es NBA All Star-gálán

Antetokúnmpo apja, Charles korábban nigériai labdarúgó volt, anyja, Veronica pedig magasugró. Charles 2017 szeptemberében hunyt el, 54 évesen. Veronica mind az öt gyermekének görög és nigériai nevet is adott, Jannisz nigériai neve Ugo. Charles joruba, Veronica pedig igbó származású. Hakeem Olajuwon (szintén joruba) szerint a család vezetéknevének jelentése "a korona visszatért a tengeren túlról".
Antetokúnmpónak két idősebb testvére van: Francis (görög név: Andreas) és Thanasszisz, illetve két fiatalabb testvére, Kosztasz és Alex. Thanasszisszal csapattársak voltak a Filathlitikos-ban, Kosztasz 2013-ban csatlakozott a csapathoz. Francis labdarúgó volt Nigériában, illetve kosárlabdázott és focizott Görögországban.
Francis és Thanasszisz kivételével a teljes Antetokúnmpo-család Milwaukeeba költözött 2014 elején. 2016 júliusától szeptemberéig Jannisz és Thanasszisz részt vettek a kötelező katonai szolgálatukon Görögországban.
Thanasszisz a New York Knicks-ben kezdte karrierjét, miután a csapat az 51. helyen választotta a 2014-es NBA-draftban. Jelenleg a Milwaukee Bucks játékosa. Kosztasz a Dayton-ban játszott egyetemen, mielőtt a 2018-as NBA-draft utolsó helyén választották. Jelenleg a Los Angeles Lakers játékosa, megnyerte a csapattal a 2020-as NBA-döntőt. Alex korábban az Egyesült Államokban játszott középiskolában, de azóta az UCAM Murcia CB (Spanyolország) játékosa.
Antetokúnmpo keresztény, görög ortodox. 2012. október 28-án keresztelték meg.
2020. február 10-én barátnője, Mariah Riddlesprigger életet adott első gyermeküknek, Liam Charles-nak.
2020. március 13-án Antetokúnmpo és családja 100 ezer dollárt adott a Fiserv Forum dolgozóinak, akik nem tudtak dolgozni a 2019–20-as NBA-szezon idején a Covid19-pandémia idején.